# Леопольд III (князь Липпе)
Фридрих Эмиль Леопольд III Липпский (нем. Friedrich Emil Leopold III zur Lippe; 1 сентября 1821 — 8 декабря 1875) — правящий князь Липпский в 1851—1875 годах.

## Биография
Леопольд III родился в Детмольде 1 сентября 1821 года. Старший сын князя Леопольда II Липпского (1796—1851) и его супруги принцессы Эмилии Шварцбург-Зондерсгаузенской (1800—1867). Будучи старшим сыном и наследником престола, с рождения носил звание наследного принца. Учился в Боннском университете.
Первоначально Леопольд Липпский служил офицером в прусском гвардейском кирасирском полку. 2 сентября 1873 года ему было присвоено звание генерал-лейтенанта от кавалерии, а 16 августа 1875 года был назначен командиром пехотного полка имени графа Бюлова фон Денневица. 17 января 1867 года он был награждён прусским орденом Чёрного орла.
1 января 1851 года после смерти своего отца Леопольд III унаследовал княжеский престол Липпе. В 1854 году он издал два государственных указа. 9 марта своим первым указом он утвердил католическую церковь государственной церковью княжества Липпе наравне с кальвинистской. 15 марта вторым указом князь предоставил аналогичный статус лютеранской церкви в своём княжестве.
Ко времени вступления Леопольда III княжество Липпе входило в Германский союз. В 1866 году он поддержал Прусское королевство во время войны с Австрией. После победы Пруссии в войне и распада Германской конфедерации в 1867 году Леопольд III присоединился к Северогерманскому союзу во главе с Пруссией. Княжество Липпе оставалось членом Северогерманского союза до создания Германской империи в 1871 году после Франко-прусской войны 1870—1871 годов.
Князь Леопольд Липпский стал одним из главных пропагандистов создания памятника Арминию в Тевтобургском лесу, который был открыт германским императором Вильгельмом I летом 1875 года. Спустя несколько месяцев после открытия памятника Леопольд умер в Детмольде от инсульта. После смерти бездетного Леопольда княжеский престол унаследовал его младший брат Вольдемар.
В 1857—1859 годах при княжеском дворе в Детмольде, столице княжества Липпе, проживал композитор Иоганн Брамс, где он был дирижером и музыкальным педагогом принцессы Фредерики.

## Брак
17 апреля 1852 года в Рудольштадте Леопольд III Липпе женился на принцессе Елизавете Шварцбург-Рудольштадтской (1 октября 1833 — 27 ноября 1896), единственной дочери принца Альберта Шварцбург-Рудольштадта (1798—1869) и принцессы Августы Луизы Сольмс-Браунфельсской. Их брак был бездетным.